# Гогунський Віталій Євгенович
Віта́лій Євге́нович Гогу́нський (нар. 14 липня 1978, Кременчук, Полтавська область, Українська РСР) — російський актор українського походження, композитор та співак.

## Біографія
Народився 14 липня 1978 року. Дитинство провів у Полтавській області. Навчався у Кременчуцькому ліцеї № 4. З раннього віку почав захоплюватися музикою. Закінчив музичну школу за класом фортепіано. З 12 років почав працювати, підробляючи прибирачем у поштовому відділенні, а також вантажником та різноробом на будівництві. 
Закінчив Одеський політехнічний університет за спеціальністю інженер-технолог машинобудування. В 2007 році закінчив ВДІК (майстерня Олексія Баталова). 
Його батько є депутатом міської ради Кременчука, 2022 року у Віталія виникли розбіжності з батьком та друзями з України, які проти російського вторгнення в Україну. 

## Антиукраїнські погляди
Активний прихильник політики Путіна. У програмі Бориса Корчевнікова «Судьба и жизнь» на телеканалі «Росія 1» стверджував, що на Майдані мітингувальникам в чай підмішували наркотики – нібито щоб розлютити їх і надихнути на боротьбу.
Під час російського вторгнення до України в 2022 році з'явився на Донбасі, щоб підтримати солдатів російської армії.
Фігурант центру «Миротворець» за пропаганду російського фашизму, замах на суверенітет та територіальну цілісність України; свідоме порушення Державного кордону України; підтримку російської агресії проти України.

### Розслідування
У червні 2024 року українські правоохоронці звинуватили Гогунського в пропаганді війни РФ проти України. Йому загрожує до 13 років в'язниці.

## Сім'я
- Цивільний шлюб із моделлю Іриною Маірко.
- Дочка Мілана Віталіївна Маірко (н. 17 лютого 2010 року в Москві)[10][11][12].
- 2013 року одружився з Анною Жюсталь, 2015 року розлучився.[13]
- 25 квітня 2017 року одружився з Іриною Маірко[14]. У квітні 2019 року розлучився з нею.[15][16][17].

## Ролі у кіно
- 2004 — Прощавайте, доктор Фрейд! — Антон
- 2006 — Людина безповоротна — Роман Волков
- 2006 — Спадкоємиця
- 2006 — Грозові ворота — Спецназівець ГРУ (з'явився у чотирисекундному епізоді)
- 2007 — Ведмеже полювання
- 2008-2011 — Універ — Едуард «Кузя» Кузьмін
- 2011 — Універ. Новий гуртожиток. Едуард «Кузя» Кузьмін

## Композитор
- 2004 — Прощайте, доктор Фрейд! (Думай про мене)
- 2009 — Універ (телесеріал) (Шняга шняжная)

## Співак
- 2004 — Думай про мене (Прощайте, доктор Фрейд)
- 2009 — Реп (Універ) (склав для серіалу)
- 2009 — Шняга Шняжная (Універ) (склав для серіалу)
- 2010 — Агаповка (Універ) (склав для серіалу)
- 2010 — Здрастуй Універ (Універ) (склав для серіалу)
- 2010 — Їде паровоз (Універ) (склав для серіалу)
- 2010 — Гоша (Універ) (склав для серіалу)